# Municipio de San Juan Yaeé
El municipio de San Juan Yaeé (del zapoteco: verde) es uno de los 570 municipios que conforman al estado mexicano de Oaxaca. Pertenece al distrito de Villa Alta, dentro de la región sierra norte. Su cabecera es la localidad de San Juan Yaeé.

## Geografía
El municipio abarca 37.25 km² y se encuentra a una altitud promedio de 1440 m s. n. m., oscilando entre 1800 y 300 m s. n. m.
Colinda al norte con el municipio de Ixtlán de Juárez y el municipio de Santiago Camotlán, al este con el municipio de Santiago Lalopa y Santiago Camotlán, al sur con el municipio de Tanetze de Zaragoza, Ixtlán de Juárez y Santiago Lalopa, y al oeste con Ixtlán de Juárez.

### Fisiografía
El municipio pertenece a la subprovincia de las Sierras orientales, dentro de la provincia de la Sierra Madre del Sur. El 89% de su territorio pertenece al sistema de topoformas de la sierra de cumbres tendidas y el 11% restante a la sierra alta compleja.

### Hidrografía
San Juan Yaeé pertenece a la subcuenca del río Playa, dentro de la cuenca del río Papaloapan, parte de la región hidrológica del Papaloapan. Los ríos más importantes del municipio son el río de la Colmena, el río de Reali, el río Lalopa y el río de la Laguna de Algodón.

## Clima
El clima del municipio es cálido húmedo con abundantes lluvias en verano en dos tercios de su territorio y semicálido húmedo con lluvias todo el año en el tercio restante.El rango de temperatura promedio es de 20 a 26 grados celcius, el promedio mínimo es de 10 a 12 grados y el promedio máximo es de 26 a 28 grados. El rango de precipitación promedio es de 1500 a 3000 mm, con meses de lluvias de noviembre a mayo.

## Demografía
De acuerdo al último censo, realizado por el INEGI en 2010, en el municipio habitan 1530 personas, repartidas entre 3 localidades. Del total de pobladores de San Juan Yaeé, 1367 dominan alguna lengua indígena.

### Grado de marginación
De acuerdo a los estudios realizados por la Secretaría de Desarrollo Socialen 2010, el 38% de la población del municipio vive en condiciones de pobreza extrema. El grado de marginación de San Juan Yaeé es Alto.

## Política
El municipio se rige mediante el sistema de usos y costumbres, eligiendo gobernantes cada año de acuerdo a un método establecido por las tradiciones de sus antepasados.